# Конвой № 3131
Конвой № 3131 — японський конвой часів Другої світової війни, проведення якого відбувалось у січні — лютому 1944 року.
Пунктом призначення конвою був атол Трук (Чуук) у центральній частині Каролінських островів, де ще до війни створили потужну базу японського ВМФ, з якої до лютого 1944 року провадились операції у цілому ряді архіпелагів. Вихідним пунктом став розташований у Токійській затоці порт Йокосука (саме звідси традиційно вирушала більшість конвоїв на Трук).
До складу конвою увійшли транспорти «Санкісан-Мару» і «Тайхо-Мару», тоді як охорону забезпечували мисливець за підводними човнами CH-29, переобладнаний мисливець за підводними човнами «Такунан-Мару № 6» і переобладнаний тральщик «Кейнан-Мару». Також можливо зустріти згадки про належність до конвою транспортів «Рюко-Мару» (Ryuko Maru) та «Зуйкай-Мару», втім, за іншими даними вони вирушили з Токійської затоки кількома днями пізніше в конвої № 3206.
Загін вийшов із порту 31 січня 1943 року. Його маршрут пролягав через кілька традиційних районів патрулювання американських підводних човнів, які зазвичай діяли поблизу східного узбережжя Японського архіпелагу, біля островів Оґасавара (конвой зупинявся тут на острові Тітідзіма 3—4 лютого), Маріанських островів і на підходах до Труку. Враховуючи це, у якийсь момент до охорони приєднався мисливець за підводними човнами CH-32, що до того перебував на Палау (західні Каролінські острови).
У підсумку проходження конвою № 3131 відбулось успішно, і 12 (за іншими даними — 13) лютого 1944 року він досягнув пункту призначення. Утім, вже 17—18 лютого Трук став ціллю для потужного удару американського авіаносного з'єднання, під час якого загинули CH-29, «Санкісан-Мару» і «Тайхо-Мару» (а також «Зуйкай-Мару»).